# 程志遠

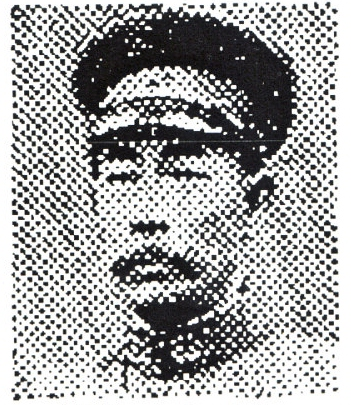
《读卖新闻》1932年12月10日

程志遠（1878年—20世纪？），字銘閣，山東省登州府莱陽县人，中華民国、满洲国军事将领、政治人物。

## 生平
1921年（民国10年），他入東三省陸軍講武堂。毕業後，他成为奉军的一員，不断升职。1926年（民国15年），他任騎兵第8团团長。翌年，他任東北第17師第5旅旅長。1928年（民国17年），他改任騎兵第2旅旅長。1930年（民国19年），他任中東铁路護路军哈满副司令。九一八事件前夕，程志遠的職務為獨立騎兵第8旅少將旅長。
九一八事件後，程志遠所屬騎兵第8旅並未對日軍進行抵抗。在1931年10月，程志遠擔任公主嶺臨時保安會委員長，投降日軍。
满洲国建国後，關東軍利用程志遠的人脈與職級，策反東北軍，有效削弱東北軍的抗日意識。
1932年4月5日，在馬占山脱离满洲国后，程志遠继任黑龙江省省長，授階中將。他在此時成功策反了接受馬占山號召的暫編第1旅旅長樸炳珊、第6旅旅長王克鎮、第7旅旅長石蘭斌、第8旅旅長劉鴻宣，導致馬占山反日作戰的戰力大減。1932年9月程志遠，辞去省長职务，改任参議府参議。但同年12月9日，程志远突然辞去参议职务。
日本決定將其撤職的原因與程志遠的精神狀況有關，1932年12月7日，程突然向來自己家拜訪的满洲国协和会理事赵仲仁开枪。見赵想逃走，程志远又命令某剛剛回来不明真相的部下开枪，趙仲仁當場死亡。程志远以杀人罪被起诉，但当局通过精神检查判断程患精神失常，結論不起诉。1933年5月，满洲国政府對关于事件詳情的报道解除限制。据當時司法大臣馮涵清发表的声明，程志远此後在疯人院被监视居住。
此後，程志遠的生平便無明文記載，隔離設施亦無資料。